# Somebody Told Me
«Somebody Told Me» (с англ. — «Кто-то мне сказал») — сингл американской рок-группы The Killers из альбома Hot Fuss. Песня была написана всем составом группы, а в основном Брэндоном Флауэрсом и Ронни Вануччи-младшим.
Первое время The Killers не привлекали внимание критиков и покупателей, именно поэтому Somebody Told Me был выпущен два раза в различных форматах и с разными обложками.. На первом издании сингла была розовая обложка; диск имел маленький тираж из-за непопулярности. Переиздание имело большой тираж, сине-голубую обложку и измененный треклист.
В Австралии песня заняла 4 место в Triple J’s Hottest 100 of 2004.
Песня заняла 9 строчку в хит-параде топ 100 песен десятилетия, английской радиостанции XFM
В декабре 2012 года песня заняла шестое место в символическом списке «Лучшие композиции за 10 лет скробблинга» портала Last.fm.

## Список композиций

### Оригинальное британское издание
CD
1. «Somebody Told Me» (Flowers/Keuning/Stoermer/Vannucci)
2. «Under the Gun» (Flowers/Keuning)
3. «The Ballad of Michael Valentine» (Flowers/Keuning)

7"
1. «Somebody Told Me»
2. «The Ballad of Michael Valentine»

### Американское издание
12"
1. «Somebody Told Me» (Josh Harris Club)
2. «Somebody Told Me» (Josh Harris Dub)
3. «Somebody Told Me» (King Unique Mix)
4. «Somebody Told Me» (King Unique’s Dub)

### Переизданное британское издание
CD1
1. «Somebody Told Me»
2. «Show You How» (Flowers)

CD2
1. «Somebody Told Me»
2. «Somebody Told Me» (Mylo Mix)
3. «Somebody Told Me» (King Unique Vocal Mix)
4. «Somebody Told Me» (U-MYX)

12"
1. «Somebody Told Me» (Mylo Mix)
2. «Somebody Told Me» (The Glimmers GypoRock Mix)

## Музыкальное видео
Клип был снят в феврале 2004 года в Калифорнии, американским режиссёром Бреттом Саймоном. Видео просто показывает The Killers исполняющих свои песни в лунном свете пустыни и вместе с гигантским светодиодным экраном с мигающим изображением их логотипа, также существует альтернативная версия видео, снятое в течение дня, предположительно в том же месте.

## Отзывы и критика
Billboard назвал песню «дико заразительной». Blender сказал, что сингл — «превосходное пламя синтезаторов и гитар, которое готовит к яркой фразе: Somebody told me you had a boyfriend who looked like a girlfriend I had in February of last year».
Ведущий радиостанции BBC Radio 4 Скотт Миллз во время трансляции первого полуфинала Евровидения-2016 заявил, что песня «Alter Ego» кипрской рок-группы «Minus One» является плагиатом с песни «Somebody Told Me».

## Чарты и сертификация
| Чарт(2004-2005)                     | Лучшая позиция |
| ----------------------------------- | -------------- |
| Австралия (ARIA)                    | 17             |
| Австрия (Ö3 Austria Top 40)         | 24             |
| Brazil (ABPD)                       | 17             |
| Дания (Tracklisten)                 | 6              |
| Eurochart Hot 100 Singles           | 10             |
| Франция (SNEP)                      | 24             |
| Greece (IFPI)                       | 31             |
| Ирландия (IRMA)                     | 9              |
| Italy (FIMI)                        | 31             |
| Новая Зеландия (Recorded Music NZ)  | 13             |
| Шотландия (OCC Scotland)            | 2              |
| Швейцария (Schweizer Hitparade)     | 16             |
| Великобритания (OCC UK Singles)     | 3              |
| Великобритания (OCC UK Indie)       | 1              |
| США (Billboard Hot 100)             | 51             |
| США (Billboard Adult Pop Airplay)   | 17             |
| США (Billboard Alternative Airplay) | 3              |
| США (Billboard Pop Airplay)         | 24             |

| Чарт (2005)                          | Позиция |
| ------------------------------------ | ------- |
| UK Singles (Official Charts Company) | 111     |

| Регион | Сертификация  | Продажи   |
| --- | ------------- | --------- |
| Италия (FIMI) | Золотой       | 25 000    |
| Великобритания (BPI) | 3× Платиновый | 1 800 000 |
| США (RIAA) | 3× Платиновый | 3 000 000 |
| ^ Данные о тиражах приведены только на основе сертификации. · Данные о продажах + прослушиваниях приведены только на основе сертификации. |               |           |

## Достижения
| Издание        | Государство    | Категория                         | Год  | Позиция |
| -------------- | -------------- | --------------------------------- | ---- | ------- |
| Rock & Pop     | Чили           | Rock & Pop 20 Años 200 Canciones  | 2013 | 192     |
| XFM            | Великобритания | 100 Greatest Songs of the Decade  | 2009 | 9       |
| Absolute Radio | Великобритания | 100 Best Songs of the Decade      | 2009 | 60      |
| NME            | Великобритания | 100 Greatest Tracks of the Decade | 2009 | 41      |
| Triple J       | Австралия      | Hottest 100 of 2004               | 2004 | 4       |

## Награды и номинации
| Год  | Награда                          | Категория                                          | Результат |
| ---- | -------------------------------- | -------------------------------------------------- | --------- |
| 2005 | Грэмми                           | Лучшая рок-песня                                   | Номинация |
| 2005 | Грэмми                           | Лучшее рок-исполнение дуэтом или группой с вокалом | Номинация |
| 2005 | International Dance Music Awards | Лучшая Альтернатива/Рок Танцевальный Трек          | Номинация |